# 牙买加银行
牙买加银行（Bank of Jamaica）是牙买加的中央银行，成立于1961年5月1日，位于京斯敦。该行在财政部长的领导下负责牙买加的货币政策。

## 历史
根据1960年牙买加银行法令，牙买加银行于1961年5月开始正式运行，终结了自1939年建立起的货币委员会制度。牙买加银行的成立促进了牙买加的发展进程，满足了其金融结构调整的需求。
中央银行的本质职能是促进国内外联合发展。近年来，牙买加银行货币政策的落实也鼓励积极寻求经济与环境协调发展。1985年，该行推出了金融改革方案——财政部改革方案（FSRP），旨在通过推动市场经济和加强中央银行职能相结合来落实货币政策。

## 组织
牙买加银行由行长领导的董事会经营。董事会由行长兼董事会主席，副行长，财政司司长及六名其他董事组成。他们全部都由财政部任命，任期是五年。Don Wehby, 前参议院议员和GraceKennedy有限公司首席执行官，一直呼吁分离州长和主席之职。
2009年12月1日，牙买加银行前任副行长布莱恩·温特，被正式任命为新的央行行长。
此前由银行最高副行长奥德雷·安德逊执掌银行。
更早之前的行长是德里克·弥尔顿·拉蒂比奥戴尔 ，他于1996年4月1日担任该职位，并于2009年10月30日辞职。